# Pierre Lottin
Pour les articles homonymes, voir Lottin.
Pierre Lottin est un acteur français, né le 20 juin 1989 à Issy-les-Moulineaux dans les Hauts-de-Seine.
Révélé par son personnage de Wilfried Tuche dans les comédies Les Tuche, l'acteur évolue également dans le genre dramatique en tournant avec François Ozon (Grâce à Dieu, Quand vient l'automne), Dominik Moll (La Nuit du 12), Baptiste Debraux (Un homme en fuite)...  
En 2025, il est nommé au César de la meilleure révélation masculine pour son rôle dans En fanfare d'Emmanuel Courcol avec qui il avait tourné précédemment dans Un triomphe.

## Biographie

### Jeunesse et formation
Pierre Lottin est le cinquième enfant d'une fratrie de huit frères et sœurs. Il grandit à Louvois et quitte ses parents à 15 ans pour vivre à Paris. Il est serveur à La Coupole quand un ami lui parle du Cours Florent qu'il décide de rejoindre alors qu'il allait s'engager dans l'armée. Il paye les cours en faisant des petits boulots : ouvreur dans un cinéma, intérim... Quatre ans plus tard, en 2009, il obtient le Prix Olga Horstig décerné à l'unanimité du jury,,.
C'est son père cinéphile qui lui fait découvrir Terry Gilliam, Robert Zemeckis, Steven Spielberg, Stanley Kubrick.
Pierre Lottin est également musicien : il compose et joue du piano, une passion que lui a transmise sa mère artiste soudeuse.

### Carrière
Au milieu des années 2000, Pierre Lottin fait ses premières apparitions à l’écran dans des courts métrages. Il se fait remarquer dans Johnny de Bruno Ballouard où, avec Finnegan Oldfield, il interprète un adolescent provocateur. 
En 2010, il joue et coréalise la web-série Monsieur Bête.
Pour son premier rôle au cinéma, il incarne Wilfried Tuche, le fils aîné de la famille Tuche, comédie réalisée par Olivier Baroux, sortie en 2011, avec Jean-Paul Rouve et Isabelle Nanty. Il reprend ce rôle à quatre reprises avec Les Tuche 2 : Le Rêve américain, en 2016 , Les Tuche 3, en 2018, Les Tuche 4, en 2021, et God Save the Tuche, en 2025.
Après le succès du Tuche 2, l'acteur choisit d'évoluer dans des rôles dramatiques. Il tourne dans Grâce à Dieu de François Ozon, Un triomphe d'Emmanuel Courcol, La Nuit du 12 de Dominik Moll, Un homme en fuite de Baptiste Debraux et dans les séries Polar Park et De Grâce. 
Il remporte la Coquille d'argent du meilleur second rôle lors du Festival international du film de Saint-Sébastien 2024 pour Quand vient l'automne de François Ozon et, en 2025, son rôle de musicien amateur dans En fanfare d'Emmanuel Courcol lui vaut une nomination au César de la meilleure révélation masculine.

## Filmographie
Sauf indication contraire, les informations mentionnées dans cette section peuvent être confirmées par les bases de données cinématographiques IMDb et Allociné,  présentes dans la section « Liens externes ».

### Cinéma

#### Longs métrages
- 2011 : Les Tuche d'Olivier Baroux : Wilfried Tuche
- 2012 : Comme un homme de Safy Nebbou : Eric Delcourt
- 2013 : Des morceaux de moi de Nolwenn Lemesle : Le jeune homme au chien
- 2014 : Les Nuits d'été de Mario Fanfani : André
- 2014 : Lili Rose de Bruno Ballouard : Le jeune homme dans la voiture
- 2016 : Les Tuche 2 : Le Rêve américain d'Olivier Baroux : Wilfried Tuche
- 2016 : Ma révolution de Ramzi Ben Sliman : Sergent Pepper
- 2018 : Les Tuche 3 : Liberté, Égalité, Fraternituche d'Olivier Baroux : Wilfried Tuche
- 2019 : Grâce à Dieu de François Ozon : Didier
- 2019 : La Bataille du rail de Jean-Charles Paugam : Franck
- 2020 : Qu'un sang impur... d'Abdel Raouf Dafri : Martillat
- 2020 : Un triomphe d'Emmanuel Courcol : Jordan
- 2021 : Playlist de Nine Antico : Jean
- 2021 : Les Tuche 4 d'Olivier Baroux : Wilfried Tuche
- 2021 : Présidents d'Anne Fontaine : Balthazar
- 2022 : Notre-Dame brûle de Jean-Jacques Annaud : Lieutenant Alexandre Sokoloff
- 2022 : Les Harkis de Philippe Faucon : Lieutenant Krawitz
- 2022 : La Nuit du 12 de Dominik Moll : Vincent Caron
- 2023 : BDE de Michaël Youn : le forain
- 2023 : Tout le monde m'appelle Mike de Guillaume Bonnier : Jean
- 2023 : Vivants d'Alix Delaporte : Alex
- 2024 : Un homme en fuite de Baptiste Debraux : Johnny Laforge
- 2024 : En fanfare d'Emmanuel Courcol : Jimmy
- 2024 : La Gardav de Thomas Lemoine et Dimitri Lemoine : Bresson
- 2024 : Quand vient l'automne de François Ozon : Vincent
- 2025 : Les Tuche : God Save the Tuche de Jean-Paul Rouve : Wilfried Tuche
- 2025 : On ira d'Enya Baroux : Rudy, aide-soignant
- Prévu en 2025 : L'Étranger de François Ozon :
- Prévu en 2026 : Juste une illusion d'Éric Toledano et Olivier Nakache

#### Courts et moyens métrages
- 2007 : OMNI de Matthieu Mullier
- 2007 : Le Russe slave de Matthieu Mullier et Sylvain Certain
- 2010 : Fêtes comme chez vous de Jean-Marc Rettin
- 2011 : Johnny de Bruno Ballouard : Fred
- 2012 : Les Horizons perdus d'Arnaud Khayadjanian : Dumé
- 2012 : Peyolt de Julia Mingo : Bruno
- 2012 : Fumer tue d'Annaelle Potdevin et Jean-Marie Gatin
- 2013 : Byron de Patrice Costa : Dany
- 2013 : Canada de Nicolas Leborgne et Sophie Thouvenin : Samy
- 2013 : Guys vs. zombies de Pierre-Alexandre Chauvat : le geek
- 2014 : Free party de Frédéric Gélard : Max
- 2014 : Les Insouciants de Louise de Prémonville : Niels
- 2014 : La Grippe du panda de Sammy Hossenny : L'homme de l'association
- 2015 : Cadence de Jean-Charles Paugam : Franck
- 2015 : Denis et les zombies de Vital Philippot : Steve
- 2015 : Les Guerriers de Maxime Caperan : Pierre
- 2016 : Les Alchimistes de Jules Follet : Romain
- 2016 : Je vous salue de Sarah Valente : Vincent
- 2017 : Nuit debout de Jean-Charles Paugam : Franck
- 2018 : 11.11.18 VR Expérience de Django Schrevens et Sébastien Tixador
- 2021 : Lino d'Aurélien Vernhes-Lermusiaux : Lino

### Télévision

#### Séries télévisées
- 2012 : Boulevard du Palais : Léo Gérard
- 2017 : Holly Weed : Birdy
- 2017 - 2018 : Souviens-toi : Enzo Gaudin
- 2018 : Vingt-cinq : Jonas
- 2020 : Vampires : Rad Radescu
- 2019 : Cheyenne et Lola : Kevin
- 2023 : Polar Park : Ulrich Becherel
- 2023 : Lupin : Bruno
- 2023 : De Grâce : Jean Leprieur

#### Téléfilm
- 2014 : Soldat blanc d'Érick Zonca : Caporal Michelet

#### Webséries
- 2012 : Les Incroyables Aventures de Monsieur Bête de Pierre Lottin et Jean-Marie Gatin
- 2017 : Night Shop de Guillaume Grelardon : Lars

## Théâtre
Sauf indication contraire ou complémentaire, les informations mentionnées dans cette section peuvent être confirmées par la base de données Les Archives du spectacle.
- 2010 : Lottin Show spectacle de stand-up de lui-même, mise en scène de l’auteur, à l’Antirouille et au Madam à Paris
- 2011 : Socoa de Claudette Lawrence, mise en scène de Clément Rouault, à Paris

## Distinctions
Sauf indication contraire, les informations mentionnées dans cette section peuvent être confirmées par les bases de données cinématographiques IMDb et Allociné,  présentes dans la section « Liens externes ».

### Récompenses
- Festival Mulhouse Tous Courts 2013 : Prix d’interprétation masculine[7] pour Les Horizons perdus
- Festival du film francophone d'Angoulême 2020 : Valois du meilleur acteur pour Un triomphe[8]
- Festival international du film de Saint-Sébastien 2024 : Coquille d'argent du meilleur second rôle  pour Quand vient l'automne

### Nominations
- César 2025 : meilleure révélation masculine pour En fanfare